# Johann Philipp Ohlenschlager
Johann Philipp Ohlenschlager (* 10. August 1789 in Frankfurt am Main; † 17. Juli 1856 ebenda) war ein deutscher Fischermeister und Abgeordneter.

## Leben
Ohlenschlager lebte als Fischermeister in Frankfurt am Main.
Nach der Märzrevolution wurde er 1848 in die Constituierende Versammlung der Freien Stadt Frankfurt gewählt. 1850, 1852 und 1854 bis 1856 war er Mitglied des Gesetzgebenden Körpers der Freien Stadt Frankfurt.